# Gabriel N’Galula
Gabriel N’Galula Mbuyi (ur. 1 czerwca 1982 w Kinszasie) – belgijski piłkarz pochodzenia kongijskiego występujący na pozycji pomocnika. Jego brat Floribert N'Galula, również był piłkarzem.

## Kariera
N’Galula karierę rozpoczął w 2001 roku w zespole Anderlechtu. W Eerste klasse zadebiutował 9 października 2001 w wygranym 2:0 meczu z KAA Gent, a 22 marca 2003 w wygranym 5:1 spotkaniu z Club Brugge strzelił swojego jedynego gola w lidze. W sezonie 2003/2004 wraz z klubem zdobył mistrzostwo Belgii. W styczniu 2005 został wypożyczony do także pierwszoligowego RAEC Mons, gdzie do końca sezonu 2004/2005 zagrał w 15 ligowych pojedynkach.
Sezon 2005/2006 spędził na wypożyczeniu w angielskim Stoke City z Championship. W lidze tej zadebiutował 27 sierpnia 2005 w przegranym 0:2 meczu z Crystal Palace. W 2006 roku odszedł do Standardu Liège, którego zawodnikiem był przez sezon 2006/2007. Nie rozegrał tam jednak żadnego spotkania w Eerste klasse, wystąpił natomiast w meczu Pucharu UEFA przeciwko Celcie Vigo (0:1).
W sezonie 2007/2008 był graczem pierwszoligowego zespołu KSV Roeselare, gdzie wystąpił w pięciu meczach. Był to ostatni zawodowy klub w karierze N’Galuli.
W Eerste klasse rozegrał 45 spotkań (1 gol), a w Championship – 18.